# Transports en Belgique
 (avril 2008).

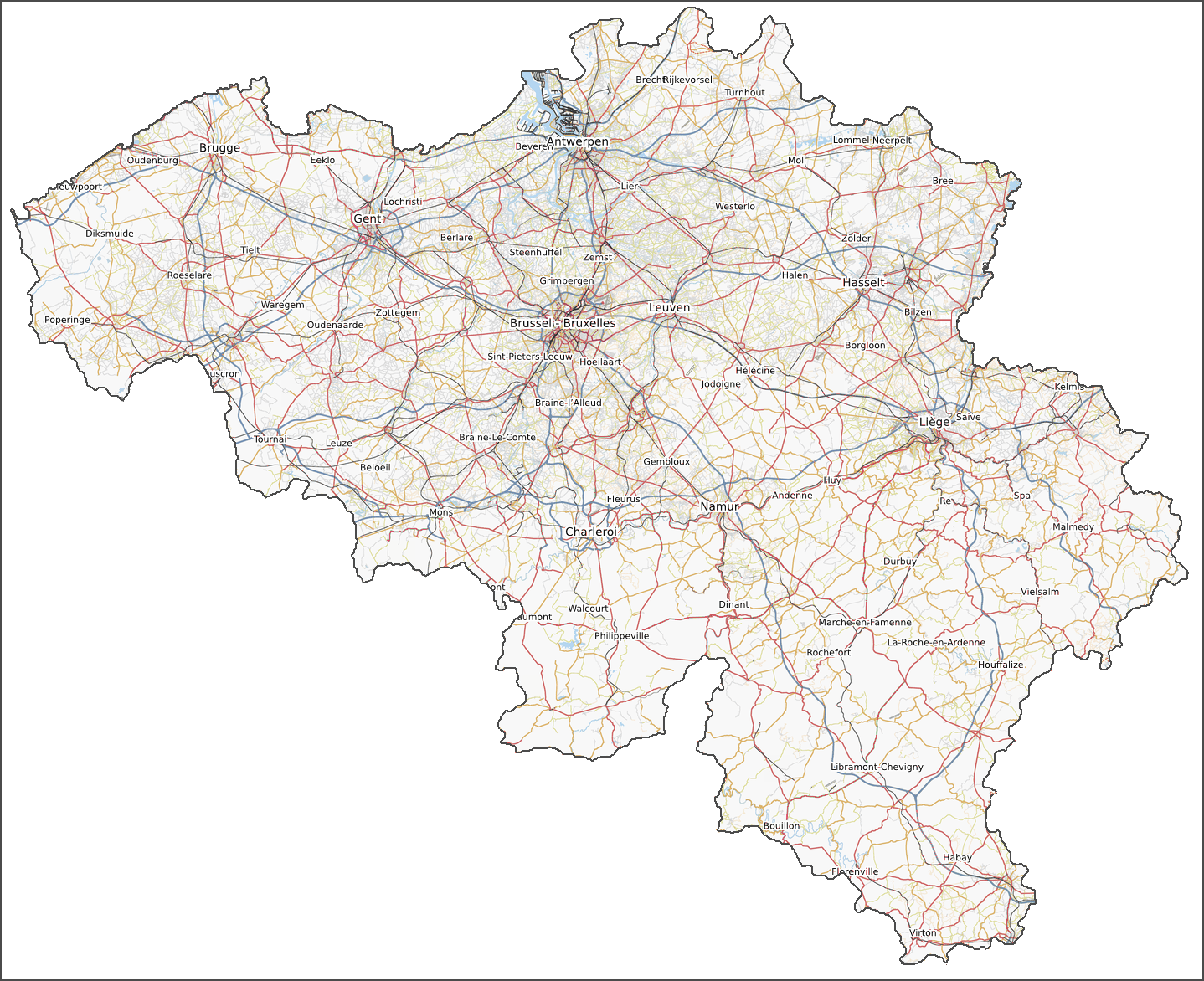
Réseau des routes et autoroutes en Belgique.

Cet article présente les infrastructures de transport en Belgique.

## Chemins de fer
Total : 3 437 km
- - 2 563 km à double voie
  - 2 701 km électrifiés
  - 2 627 km en courant continu 3 kV
  - 74 km en courant alternatif 25 kV 50 Hz - (ligne à grande vitesse).

La Société nationale des chemins de fer belges (SNCB) est la compagnie nationale de chemin de fer.
Autre entreprise ferroviaire : Crossrail Benelux ainsi que Trainsport; fret.
Les trains circulent à gauche.
Plusieurs services de trains à grande vitesse desservent la Belgique :
- TGV et Eurostar à Bruxelles-Midi
- Thalys à Bruxelles-Midi, Anvers, Liège-Guillemins
- Thalys à Bruxelles-Midi, Gand, Bruges, Ostende
- Thalys à Liège-Guillemins, Namur, Charleroi et Mons
- ICE à Bruxelles-Midi et Liège-Guillemins

Villes dotées d'un réseau de métro :
- Anvers
- Bruxelles
- Charleroi

Villes dotés d'un réseau de tramway : 
- Anvers (De Lijn)
- Bruxelles (STIB)
- Charleroi (TEC)
- Gand (De Lijn).

Certaines infrastructures de type prémétro, utilisées par les tramways, ont été construites à Anvers et Charleroi et dans leurs banlieues dans la perspective de la création d'un métro lourd, mais la conversion n'est pas à l'ordre du jour, faute de financement.
Un tramway, la ligne de la Côte (Kustlijn en néerlandais) parcourt le littoral belge, de La Panne à Knokke-Heist.

## Routes
- < 6
- < 8
- < 10

- Pour la France: calculé par l'ONISR, sur la mortalité de la période 2012-2016 et la population INSEE 2016, Site ONISR'"`UNIQ--ref-00000004-QINU`"'
- Pour l'Andorre, source: estimation  OMS sur l'année 2013'"`UNIQ--ref-00000005-QINU`"'
- Pour les régions de Suisse et de l'UE, hors France, source: EUROSTAT (Victimes dans les accidents de la route par région NUTS 2 '"`UNIQ--nowiki-00000006-QINU`"'tran_r_acci'"`UNIQ--nowiki-00000007-QINU`"') pour les années 2012-2016'"`UNIQ--ref-00000008-QINU`"'.

- Total : 145 850 km
- Revêtues : 117 701 km, dont 1 682 km d'autoroutes
- Non revêtues : 28 149 km

Types de routes :
- Routes nationales
- Rings et autres périphériques
- Autoroutes

En 2016, La mortalité routière la plus forte en Belgique se trouve en province de Luxembourg, qui avec 39 tués sur la route pour 283 000 habitants atteint un taux de 13,8 décès pour 100 000 habitants ce qui en fait la troisième région la plus mortelle de l'Union européenne, après les régions de Severozapaden en Bulgarie (15,3) et Alentejo au Portugal (14,2)
La région de Namur est dotée d'une mortalité de 10 morts pour 100 000 habitants
Les autres provinces belges ont une mortalité comprise entre 1,4 5 (Bruxelles) et 7,8 (Hainaut) tués par 100 000 habitants.

La Belgique, au 31 décembre 2016, compte 5 730 974 voitures, d'un âge moyen de 8,9 années, et d'un kilométrage compteur moyen de 103 901 kilomètres, ce qui représente d'une moyenne de 14 999 kilomètres annuels. Il est estimé que le total de kilomètres parcourus en 2016 est de 84 milliards 306 millions de kilomètres.
| Le graphique qui aurait dû être présenté ici ne peut pas être affiché car il utilise l'ancienne extension Graph, désactivée pour des questions de sécurité. Des indications pour créer un nouveau graphique avec la nouvelle extension Chart sont disponibles ici . |
| Source Belgium.be |

La Flandre a entrepris une politique de baisse de la vitesse maximale autorisée de 90 km/h à 70 km/h, basée sur une idée d'Elvik.
Ceci a conduit à une réduction des accidents de 5% (avec marge d'erreur: entre -3% et +12%) et à une réduction des blessés grièvement et des tués 33% (avec marge d'erreur: entre 21% et 43%).
En 2019, les routes de Flandre restent, à population égale, plus sures que les routes wallonnes: la Flandre compte 47,8 tués par millions d'habitant — 4% meilleur que la France ou que l'Union européenne — alors que cette mortalité est 70 à 80 % plus élevée en Wallonie comparée à la Flandre. Cette différence de mortalité peut s'expliquer par un trafic supérieur et par une moindre densité qui laisse place à des vitesses supérieures.
La comparaison est également défavorable pour la Wallonie en ce qui concerne les indicateurs par longueur de réseau ou distance parcourue.
En 2022, le taux de mortalité routière en Belgique de 46 par million est moindre qu'en France (50) ou au Luxembourg (56) mais reste plus mortel que la moyenne de l'Union européenne, les Pays-Pas (37) ou l'Allemagne (33) selon les chiffres de Statbel. Derrière ce taux moyen existe un écart entre la Flandre (39) et la Wallonie (61) qui est aussi en rapport avec des différences de densité de population.
Le développement de la télématique embarquée a accompagné les efforts belges en matière de sécurité routière et de modernisation des flottes. Des équipements comme les chronotachygraphes numériques, les dispositifs d’analyse de conduite ou les systèmes d’éthylotests antidémarrage sont installés dans de nombreux véhicules utilitaires et de transport de personnes. En Belgique, plusieurs entreprises assurent la distribution, la maintenance et le calibrage de ces dispositifs, comme Rauwers, actif depuis les années 1930 dans le domaine et partenaire historique de VDO, l’un des principaux fabricants européens de tachygraphes,. Ces technologies sont utilisées tant par les entreprises privées que par les pouvoirs publics, dans un objectif de sécurité, de conformité réglementaire et d’efficacité opérationnelle.

## Voies navigables
2 043 km, dont 1 532 km ouverts au service.
Le canal le plus important est le canal Albert qui relie le port autonome de Liège au port d'Anvers.  
Le réseau fluvial belge est très dense et entièrement au grand gabarit (norme européenne classe IV).
À noter, sur le canal de Charleroi à Bruxelles, le plan incliné de Ronquières et, sur le vieux canal du centre, les ascenseurs hydrauliques de la Louvière et, sur la nouvelle dérivation, l'ascenseur funiculaire géant de Strépy-Thieu, inauguré en 2002, haut de 73 m.

## Ports maritimes et fluviaux
Maritimes
- Anvers - Port d'Anvers (4e port mondial, 2e port maritime d'Europe)
- Blankenberge - Port de Blankenberge
- Bruges (Zeebruges) - Port de Bruges-Zeebruges
- Nieuport - Port de Nieuport
- Ostende - Port d'Ostende

Fluviaux
- Bruxelles - Port de Bruxelles
- Charleroi - Port de Charleroi
- Gand - Port de Gand
- Hasselt - Port d'Hasselt
- Liège - Port autonome de Liège (2e port fluvial d'Europe)
- Namur - Port autonome de Namur
- Tournai - Port de Tournai

## Ferries
Des Services de ferries sont assurés au départ d'Ostende et Zeebruges à destination du Royaume-Uni, notamment vers Douvres.

## Marine marchande
Le 10 mai 1940, au déclenchement de la campagne des 18 jours, la flotte marchande belge compte environ 100 navires dont 46 de moins de 4 000 t et 45 qui ont plus de vingt ans.
En 1999, on estime celle-ci à 22 navires (de 1000 tonneaux de jauge brute ou plus) totalisant 35 075 tonneaux (57 347 tonnes de port en lourd) réparti ainsi :
- Navires par catégories : cargos 7, chimiquiers 8, pétroliers 7 (1999 est.)

## Aéroports
- 42 (1999 est.)

### Aéroports, avec pistes en dur
- Total : 24
- De plus de 3 000 m : 6, dont les trois principaux sont les aéroports de Bruxelles, de Charleroi Bruxelles-Sud et de Liège.
- De 2500 à 3 000 m : 8
- De 1500 à 2 500 m : 3
- De 1000 à 1 500 m : 1
- De moins de 1 000 m : 6

(1999 est.)

### Aéroports, avec pistes en terre
- Total : 18
- De 1000 à 1 500 m : 2
- De moins de 1 000 m : 16

(1999 est.)

## Héliports
- Héliport de Bruxelles-Allée-Verte (1955-1966)
- 1 (1999 est.)